# Жердево (Владимирская область)
Жердево — деревня в Киржачском районе Владимирской области России, входит в состав Кипревского сельского поселения. 

## География
Деревня расположена в 10 км на восток от центра поселения деревни Кипрево и в 17 км на северо-восток от райцентра города Киржач.

## История
В XIX — начале XX века деревня входила в состав Жердевской волости Покровского уезда, с 1926 года — в составе Киржачской волости Александровского уезда. В 1859 году в деревне числилось 39 дворов, в 1905 году — 56 дворов, в 1926 году — 78 дворов.
С 1929 года деревня являлась центром Жердевского сельсовета Киржачского района, с 1940 года — в составе Ефремовского сельсовета, с 1954 года — в составе Желдыбинского сельсовета, с 1959 года — в составе Лукьянцевского сельсовета, с 1971 года — в составе Кипревского сельсовета, с 2005 года — в составе Кипревского сельского поселения.

## Население
| 1859 | 1905 | 1926 | 2002 | 2010 | 2021 |
| ---- | ---- | ---- | ---- | ---- | ---- |
| 256  | ↗260 | ↗373 | ↘14  | ↘6   | ↘4   |